# 劳英根
劳英根是德国巴伐利亚州的一个市镇。总面积44.38平方公里，总人口10675人，其中男性5186人，女性5489人（2011年12月31日），人口密度241人/平方公里。

## 友好城市
- 法國 蓝色安茹地区瑟格雷